# Ił-108
Ił-108 (ros. Ил-108) – niezrealizowany projekt radzieckiego samolotu pasażerskiego, dyspozycyjnego zaprojektowanego w Biurze Doświadczalno-Konstrukcyjnym im. S. Iljuszyna w Moskwie na początku lat 90. XX wieku.

## Historia
Na przełomie lat 80. i 90. XX wieku w ZSRR dostrzeżono potrzebę posiadania samolotu dyspozycyjnego przeznaczonego do przewozu do 15 pasażerów. Do tej pory przewozy regionalne realizowały samoloty An-2, An-28 lub Jak-40. Wraz ze zmianami politycznymi w schyłkowym okresie Związku Radzieckiego, pojawiła się nowa klasa potencjalnych pasażerów zainteresowanych transportem lotniczym, realizowanym bardziej komfortowo i bardziej ekonomicznie. Takimi cechami miał charakteryzować się Ił-108, którego model zaprezentowano w 1990 roku. Projekt wstępny zakładał wybudowanie dwóch wersji samolotu: maszyny dyspozycyjnej przeznaczonej do przewozu w komfortowych warunkach dziewięciu pasażerów oraz maszyny pasażerskiej przeznaczonej do przewozu piętnastu osób. Jako napęd przewidywano dwa dwuprzepływowe silniki turbowentylatorowe DW-2, których seryjna produkcja miała zostać uruchomiona na terenie Czechosłowacji. Samolotu nie produkowano, kryzys ekonomiczny związany z upadkiem systemu komunistycznego wymusił przerwanie prac projektowych nad Ił-108.

## Konstrukcja
Ił-108 był całkowicie metalowym, wolnonośnym dolnopłatem o skośnych skrzydłach. Usterzenie w kształcie litery T. Załoga trzyosobowa, składająca się z dwóch pilotów i jednej osoby do obsługi pokładu. Klimatyzowany, ciśnieniowy kadłub o konstrukcji półskorupowej. Trójpodporowe, chowane podwozie z przednim podparciem. Goleń przednia chowana do wnęki w kadłubie, podwozie główne do wnęk w skrzydłach. Silniki umieszczone na pylonach umieszczonych z tyłu kadłuba po obu stronach.